# Cas Saúl Luciano contra RWE

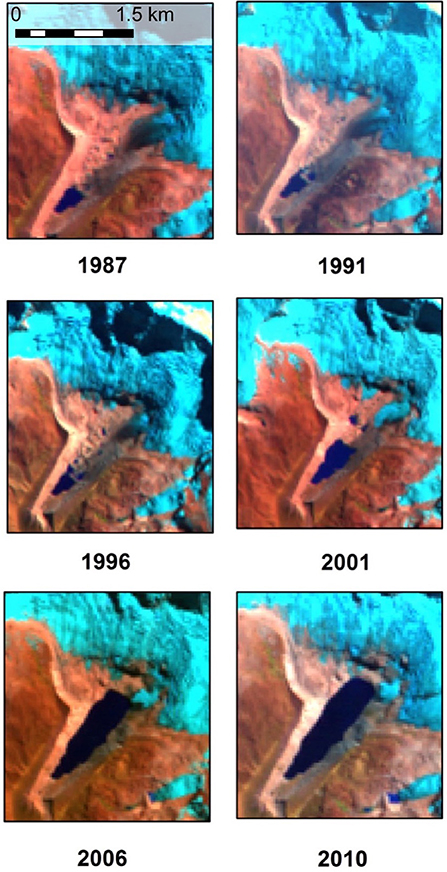
Evolució de la llaguna Palcacocha de 1987 a 2010

El cas Saúl Luciano contra RWE és un cas de demanda per justícia climàtica portada a terme pel petit camperol Saúl Luciano contra la transnacional energètica alemanya Rheinisch-Westfälisches Elektrizitätswerk (RWE) per la seva responsabilitat al desglaç de les glaceres de la Cordillera Blanca, a Perú, com a conseqüència del canvi climàtic antropogènic. Les glaceres amenacen desbordar la llacuna de Palcacoha, produint la pèrdua de vides i de recursos materials a la ciutat i província de Huaraz.